# Stephanocircus concinnus
Stephanocircus concinnus är en loppart som beskrevs av Rothschild 1916. Stephanocircus concinnus ingår i släktet Stephanocircus och familjen Stephanocircidae. Inga underarter finns listade i Catalogue of Life.